# Rond-Point des Philosophes
Le rond-point des Philosophes est un carrefour entre plusieurs allées des jardins de Versailles.

## Localisation
Le rond-point des Philosophes est situé à l'intersection de l'allée de Cérès-et-de-Flore et de celle qui longe le parterre Nord par l'Ouest.
Il est situé entre les bosquets des Bains-d'Apollon, du Théâtre-d'Eau et des Trois-Fontaines et le parterre Nord.

## Programme iconographique

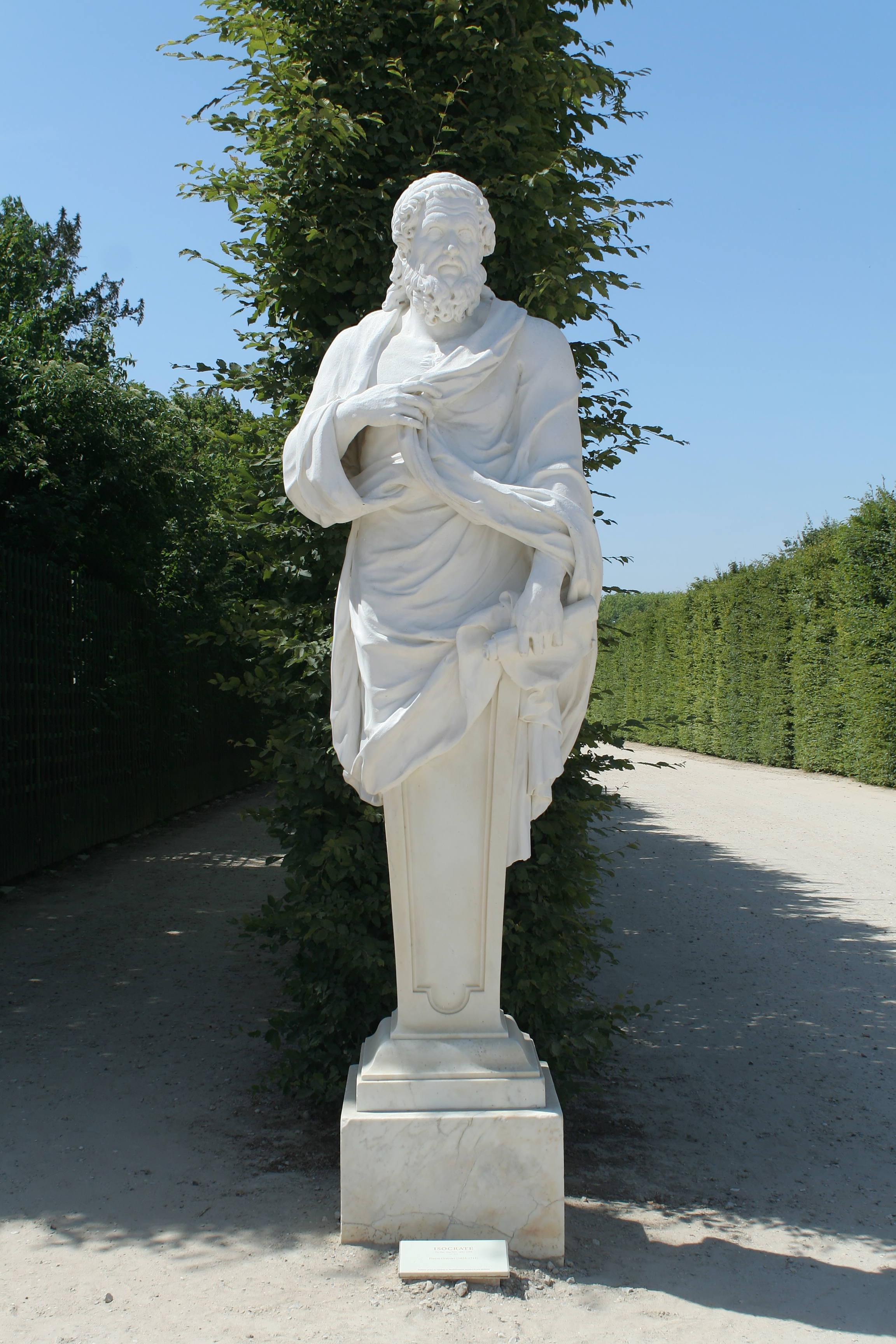
Isocrate de Granier

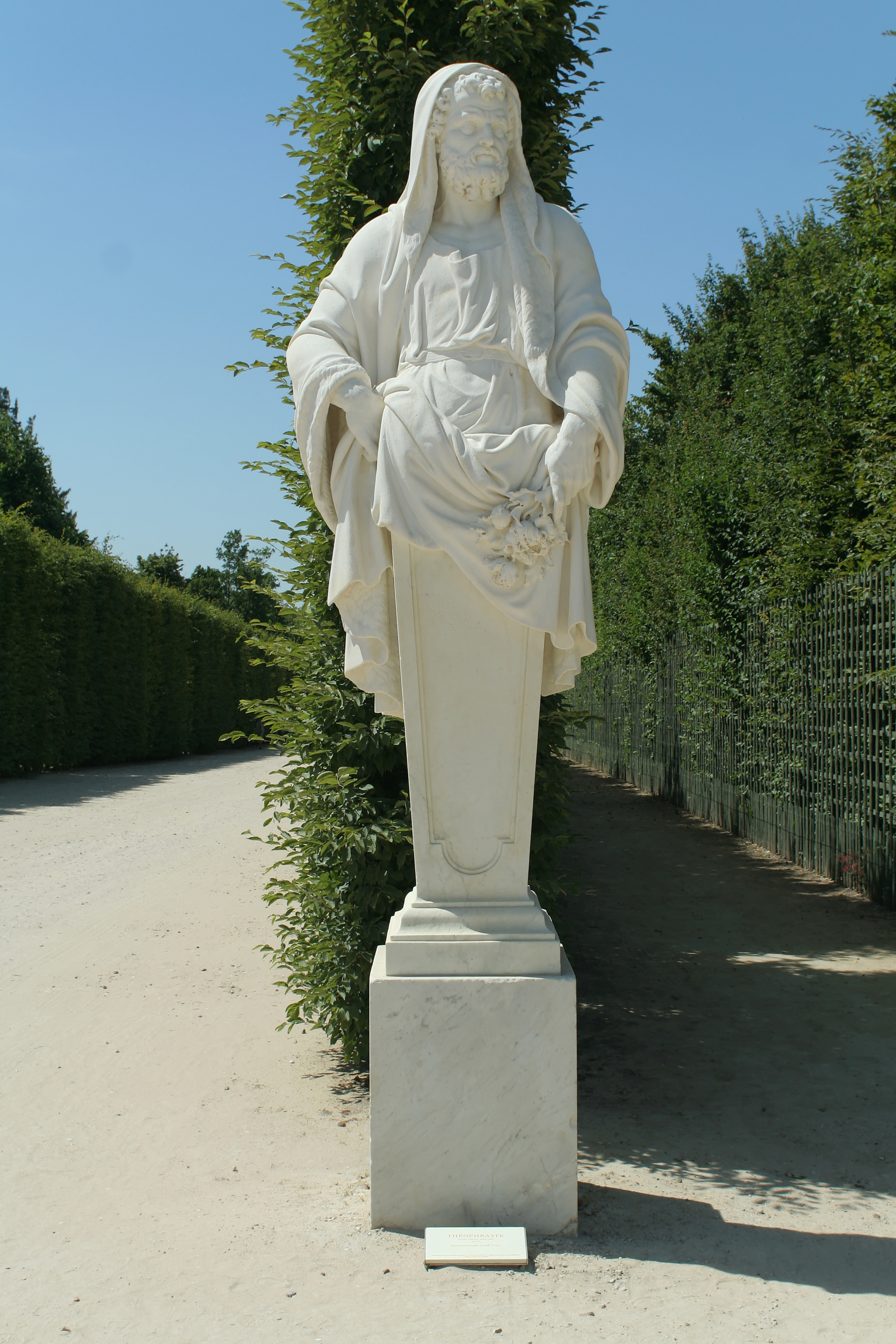
Théophraste de Hurtrelle

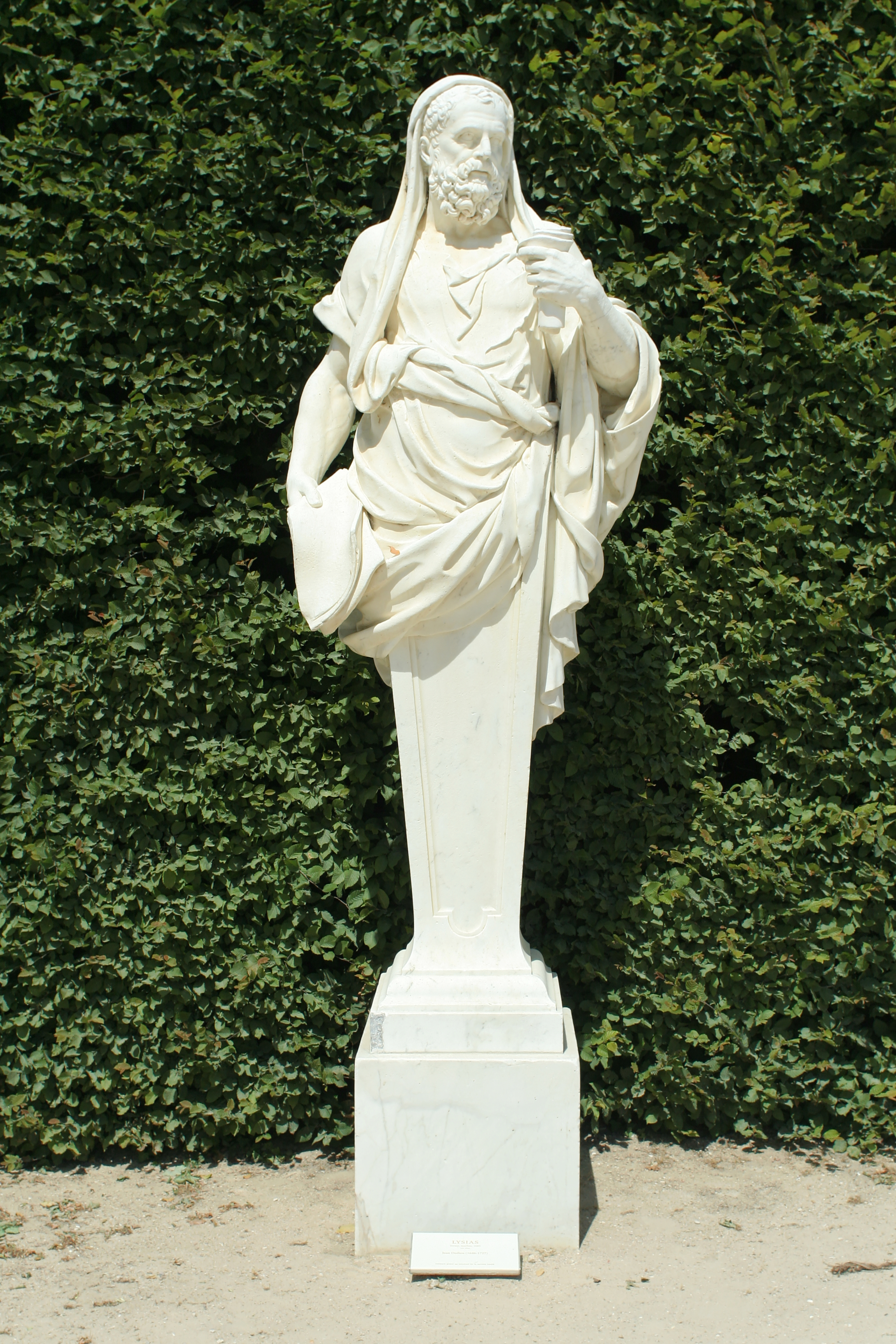
Lysias par Dedieu

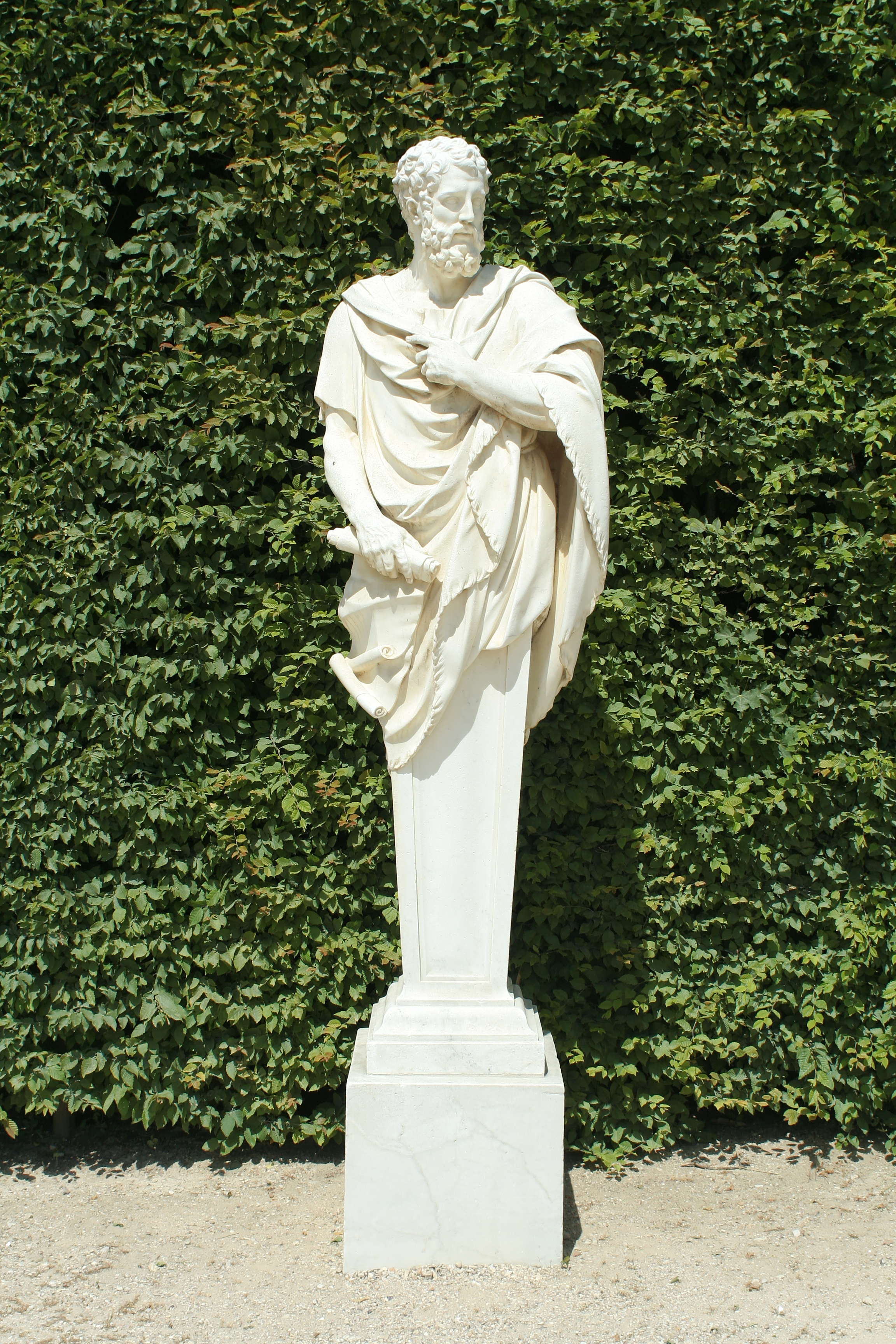
Apollonios de Tyane de de Mélo

Le rond-point des Philosophes est occupé par cinq statues de philosophes engainés.

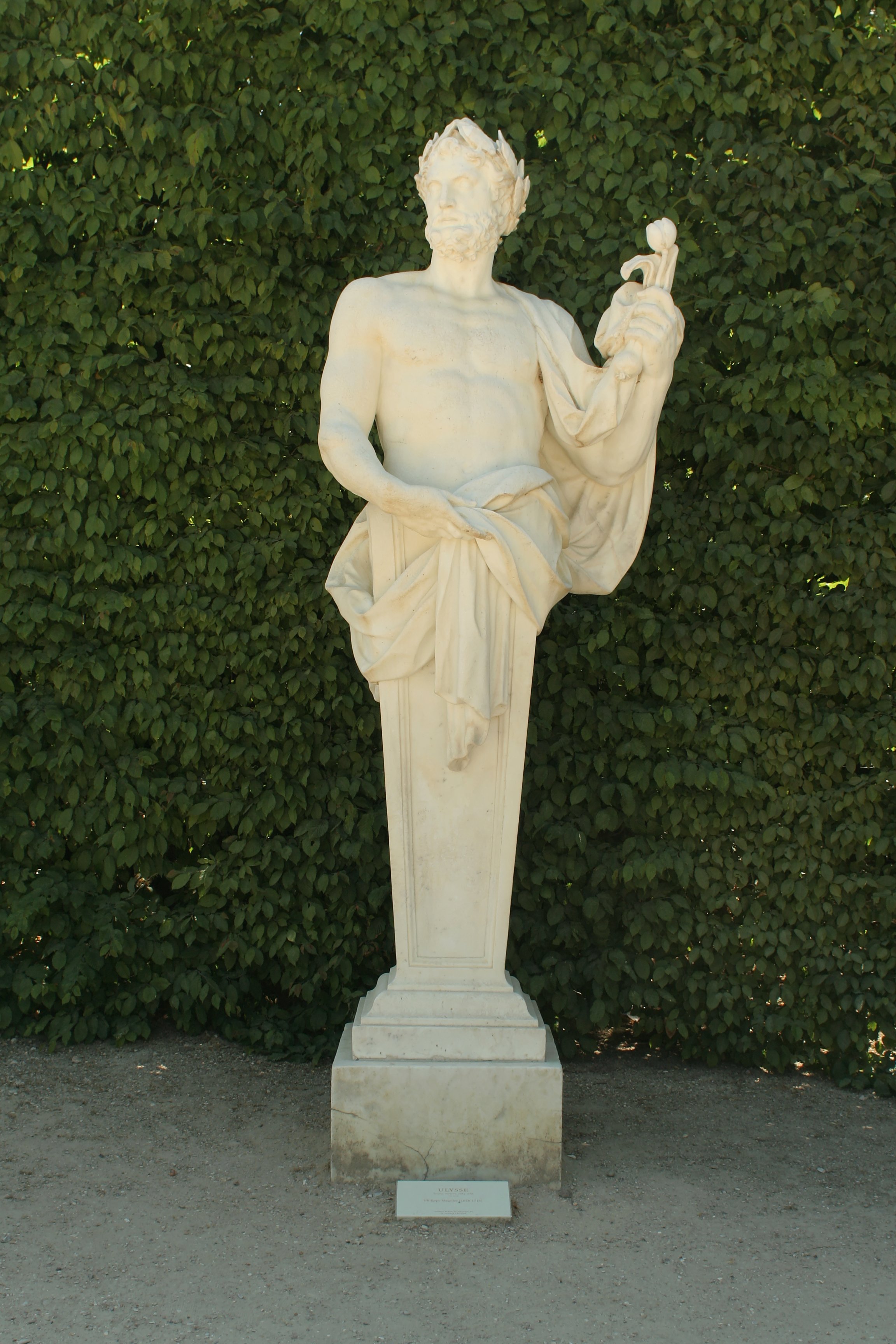
Ulysse de Magnier

UlysseSculpture sur marbre réalisée par Philippe Magnier entre 1684 et 1688. Ulysse est couronné de laurier, il tient une fleur de pavot dans sa main gauche et retient son vêtement autour de sa taille de sa main droite. La statue mesure 2,78 m de haut.
La statue est contre le bosquet du Théâtre-d'Eau.

Détails
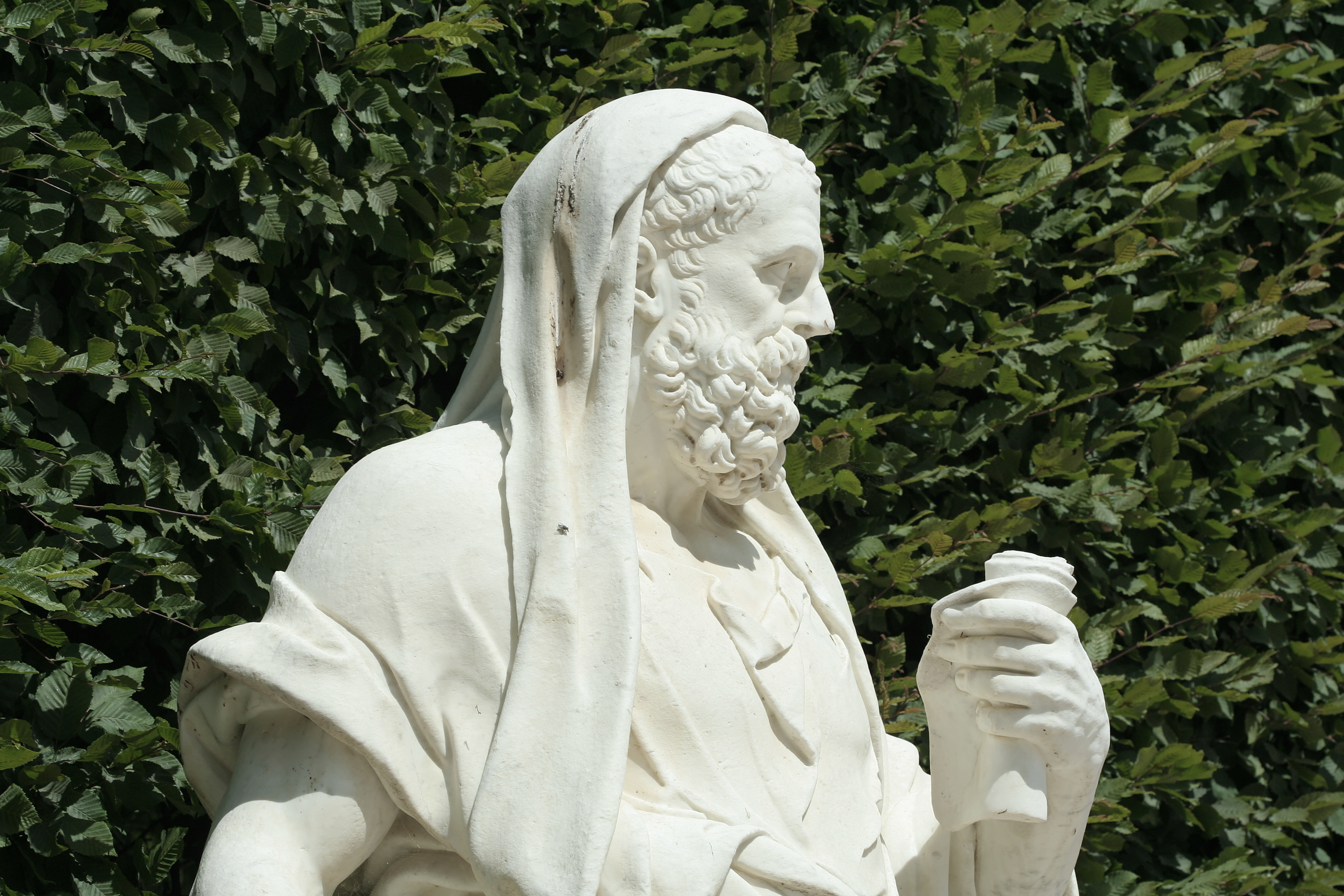
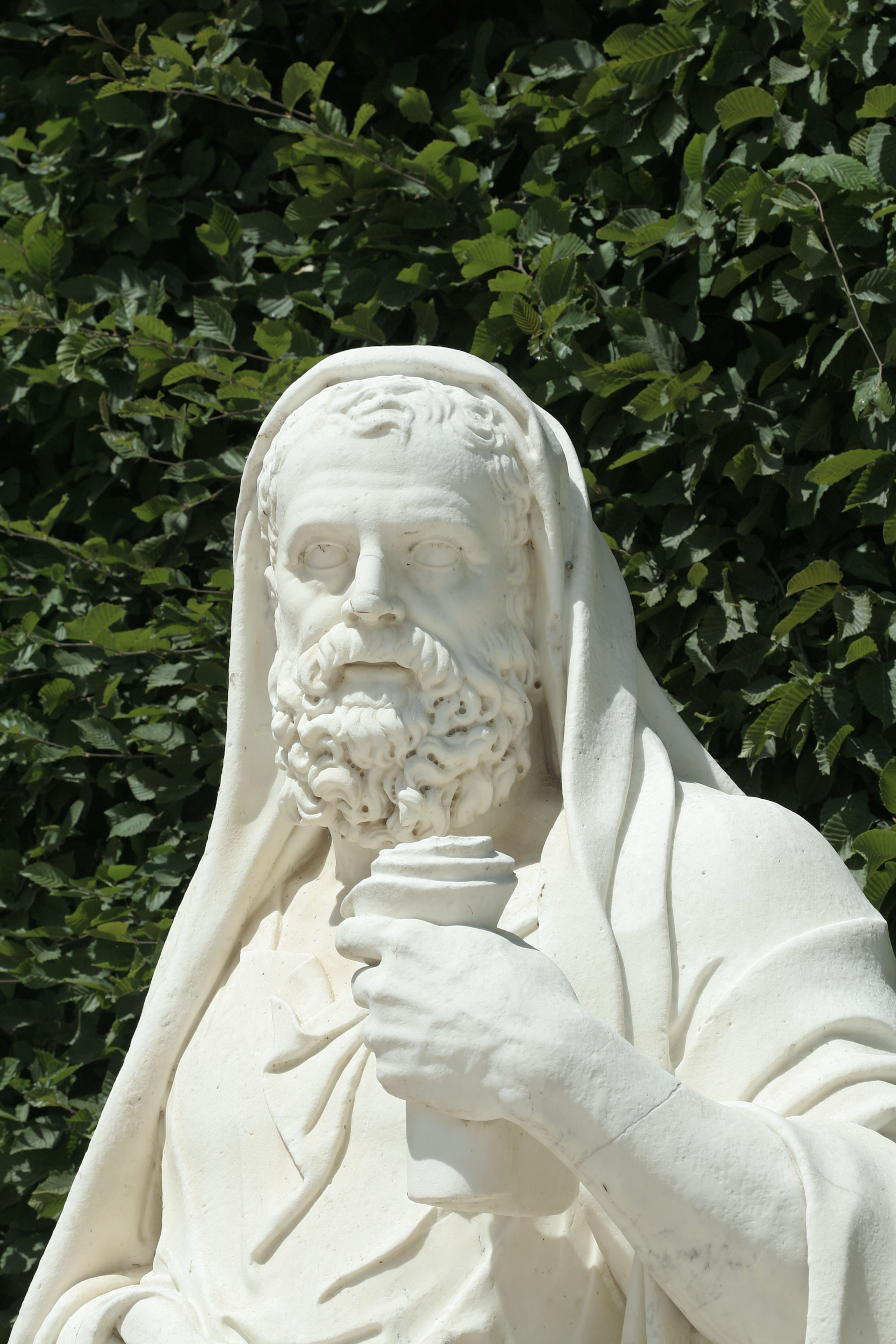

Détails
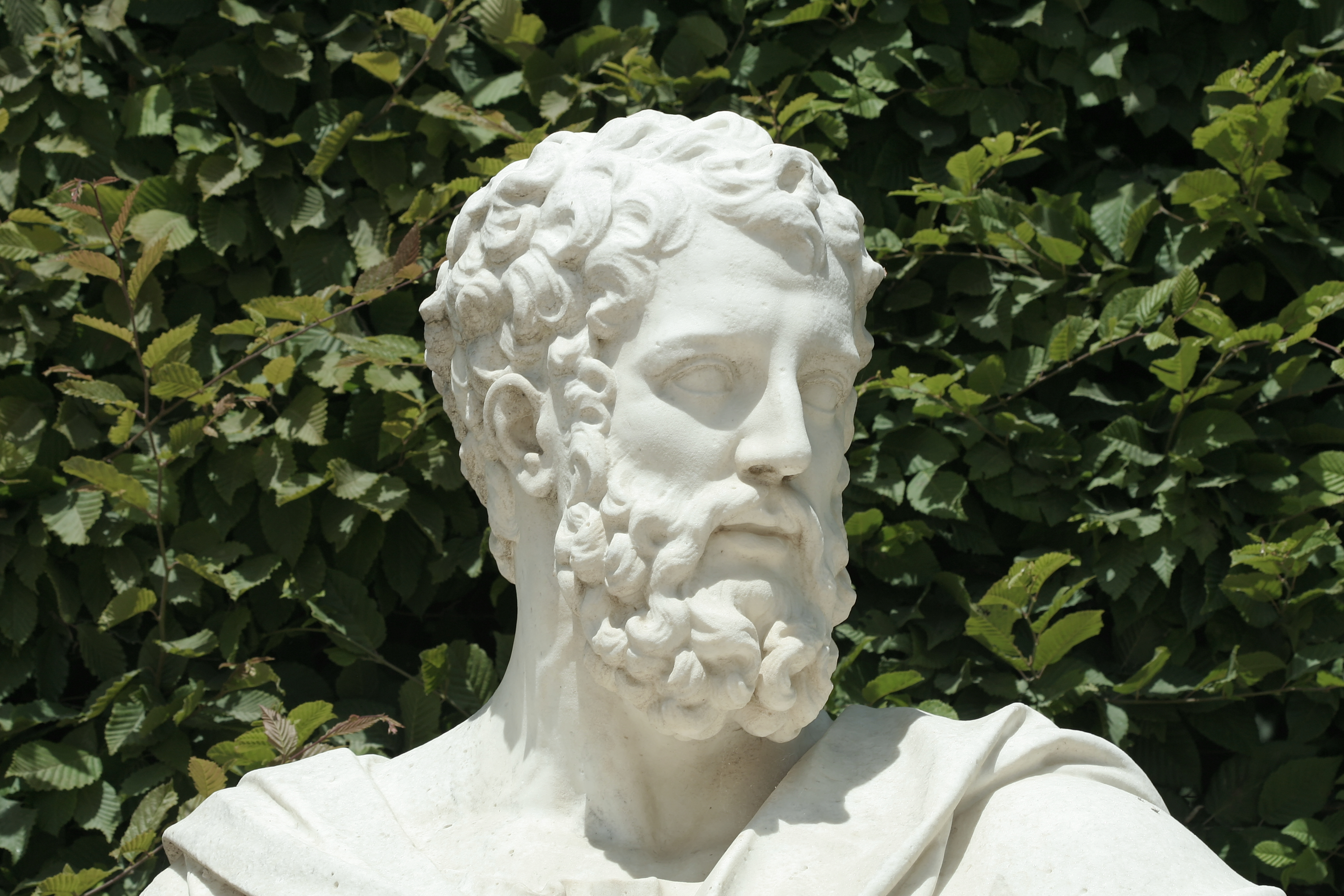
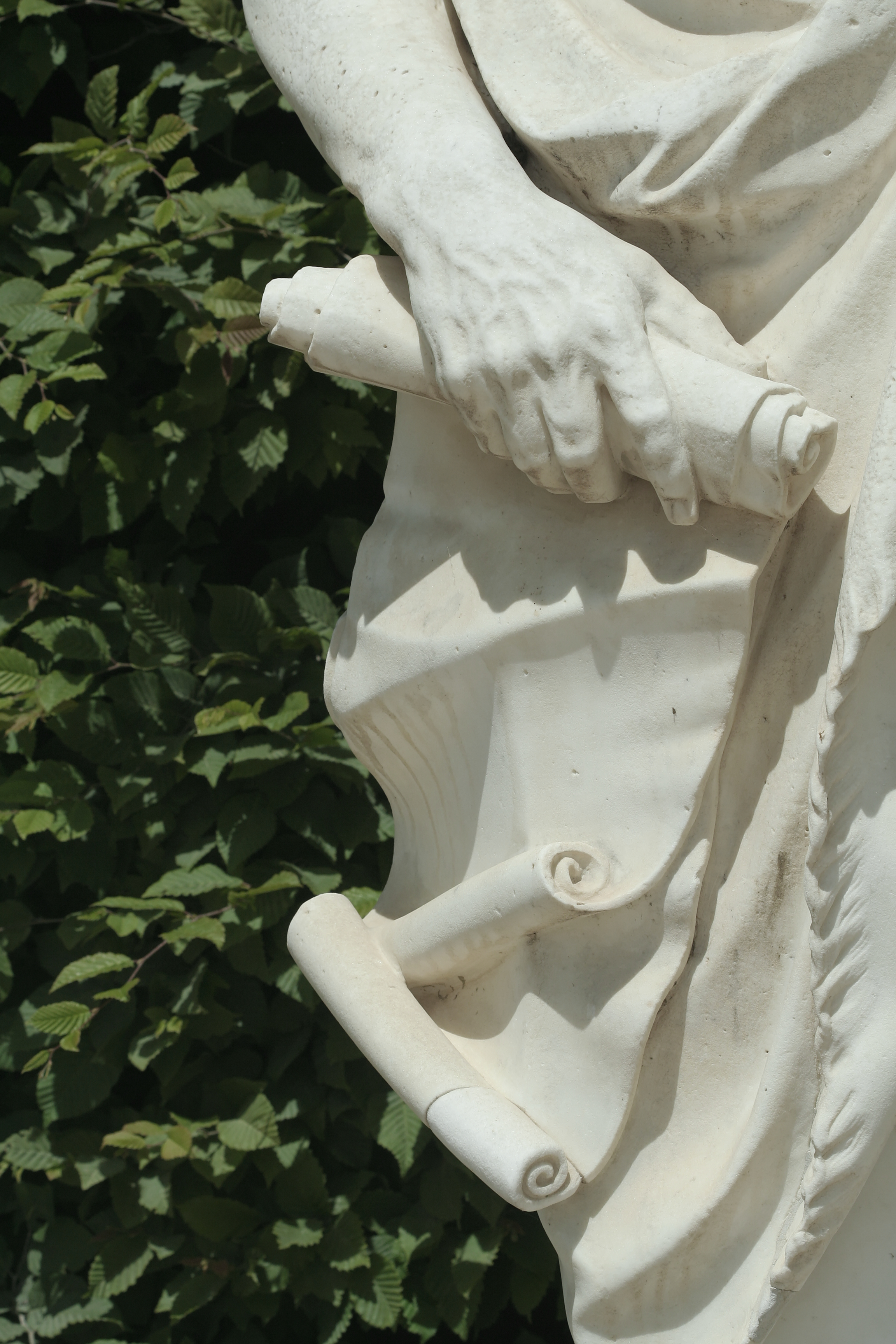

Détails
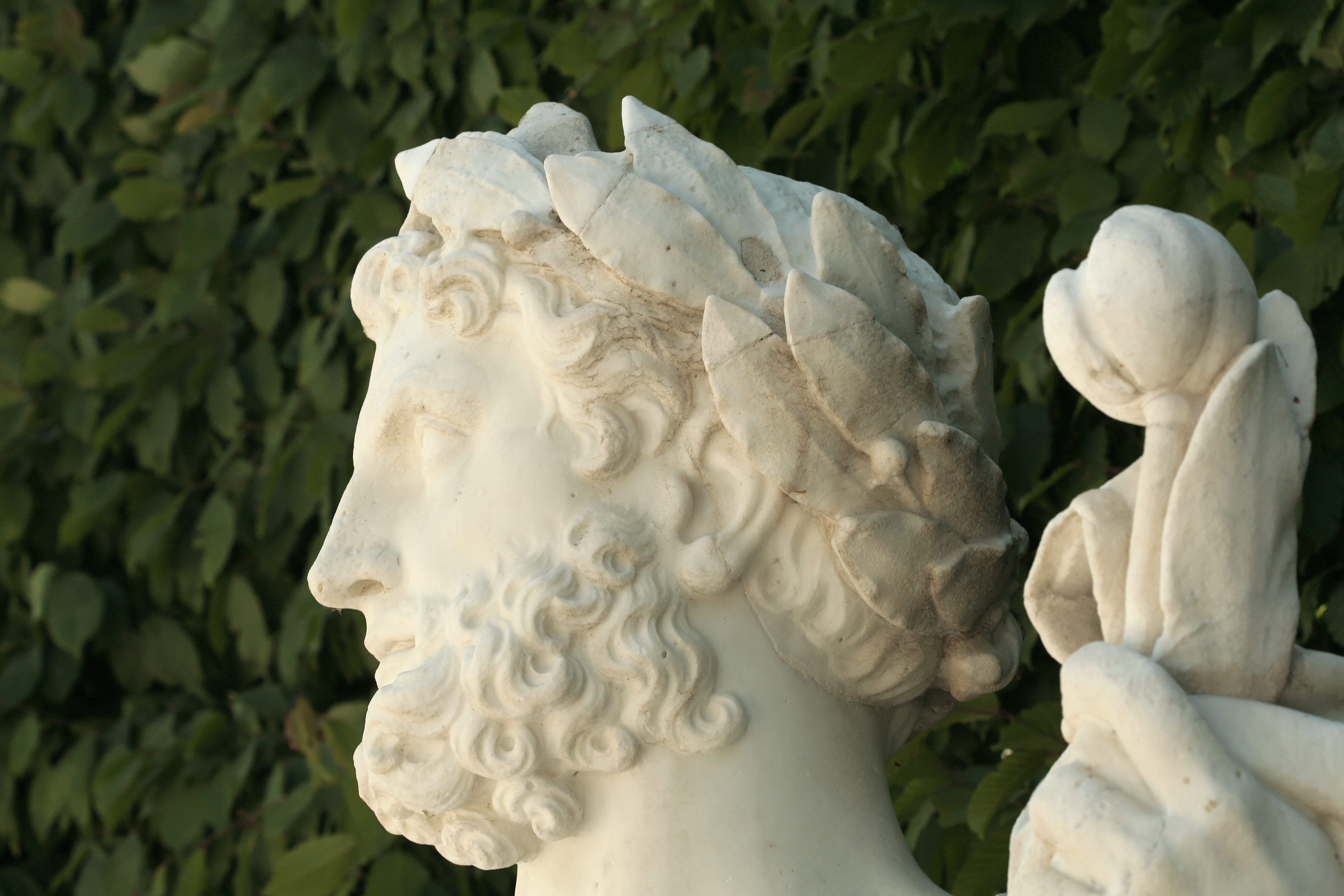
Couronne de laurier
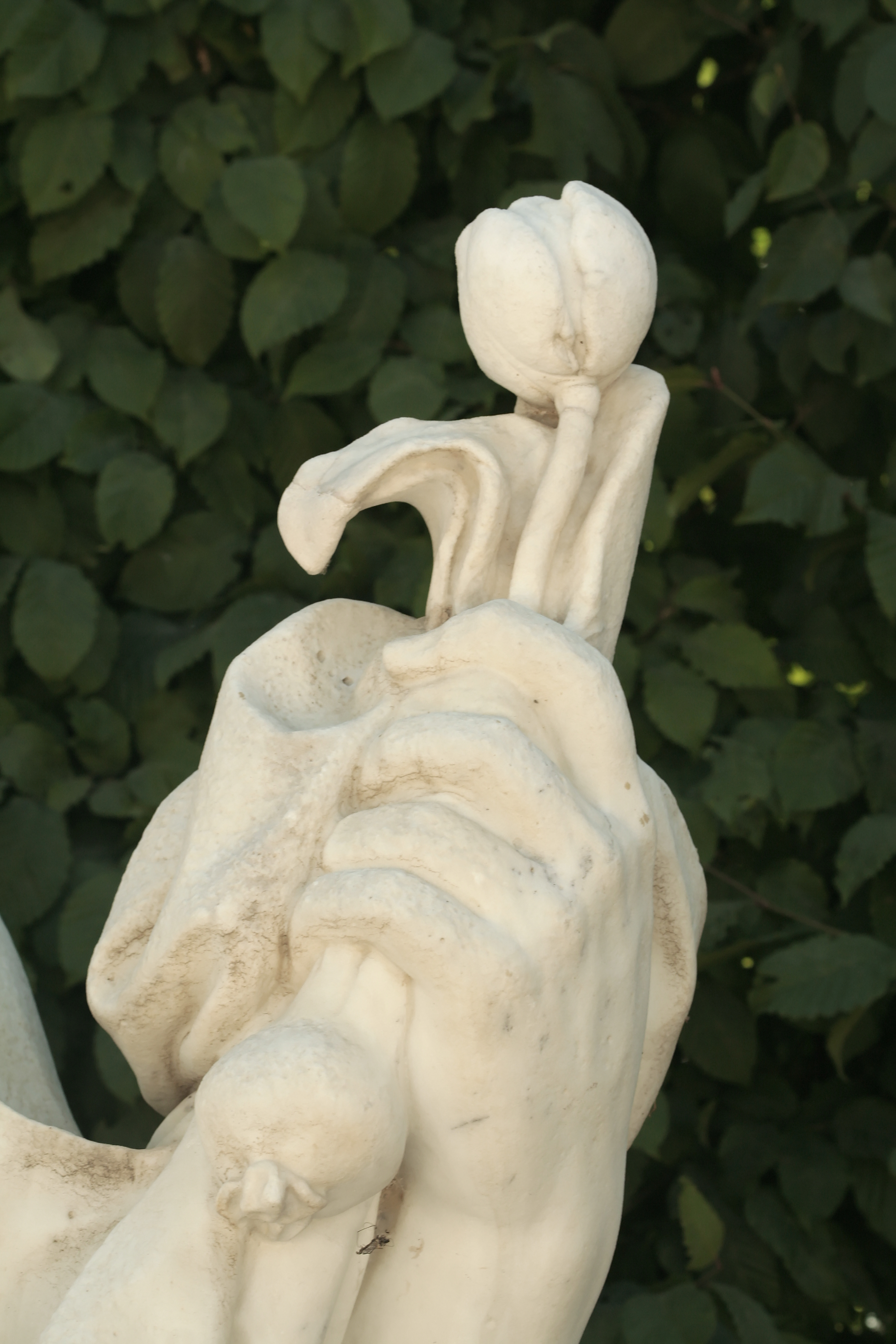
Fleur de pavot
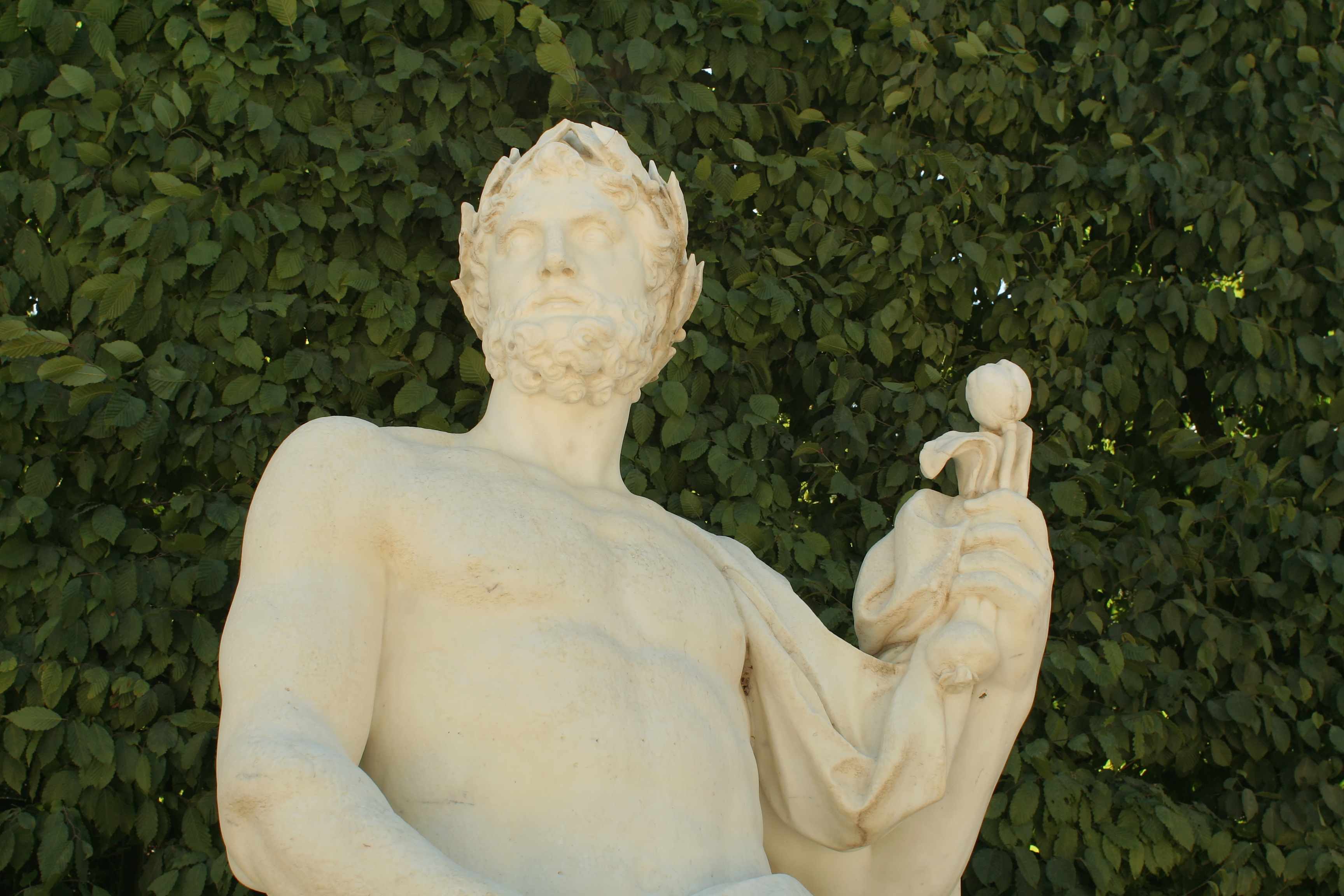

IsocrateSculpture sur marbre réalisée par Pierre Granier entre 1684 et 1688. Ses cheveux sont retenus par un ruban, de sa main droite il retient son manteau sur son épaule gauche et de sa gauche, il tient un parchemin (papyrus ?).
La statue est à l'extrémité d'un des deux rideaux d'arbres de l'allée de Cérès-et-de-Flore.

Détails
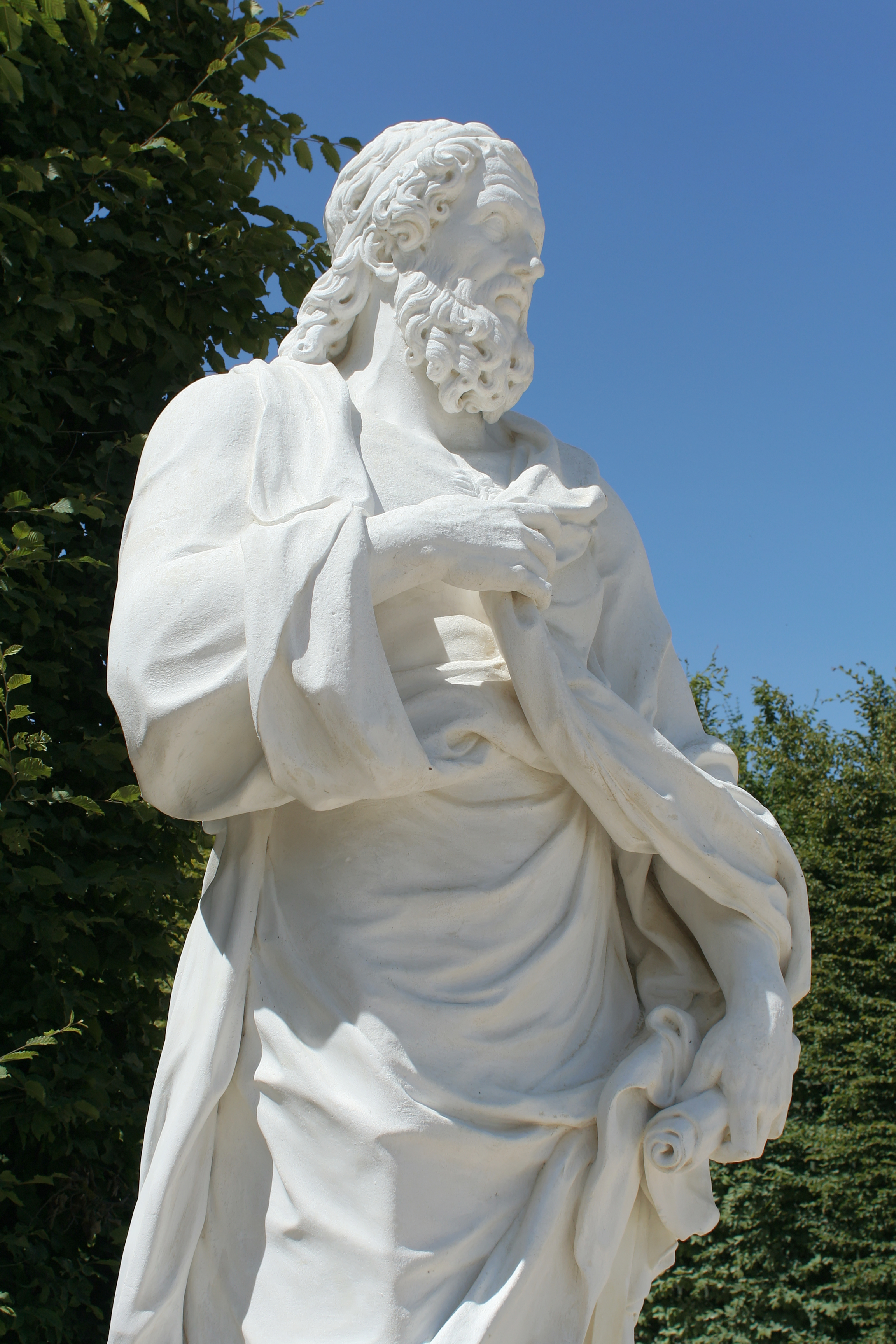
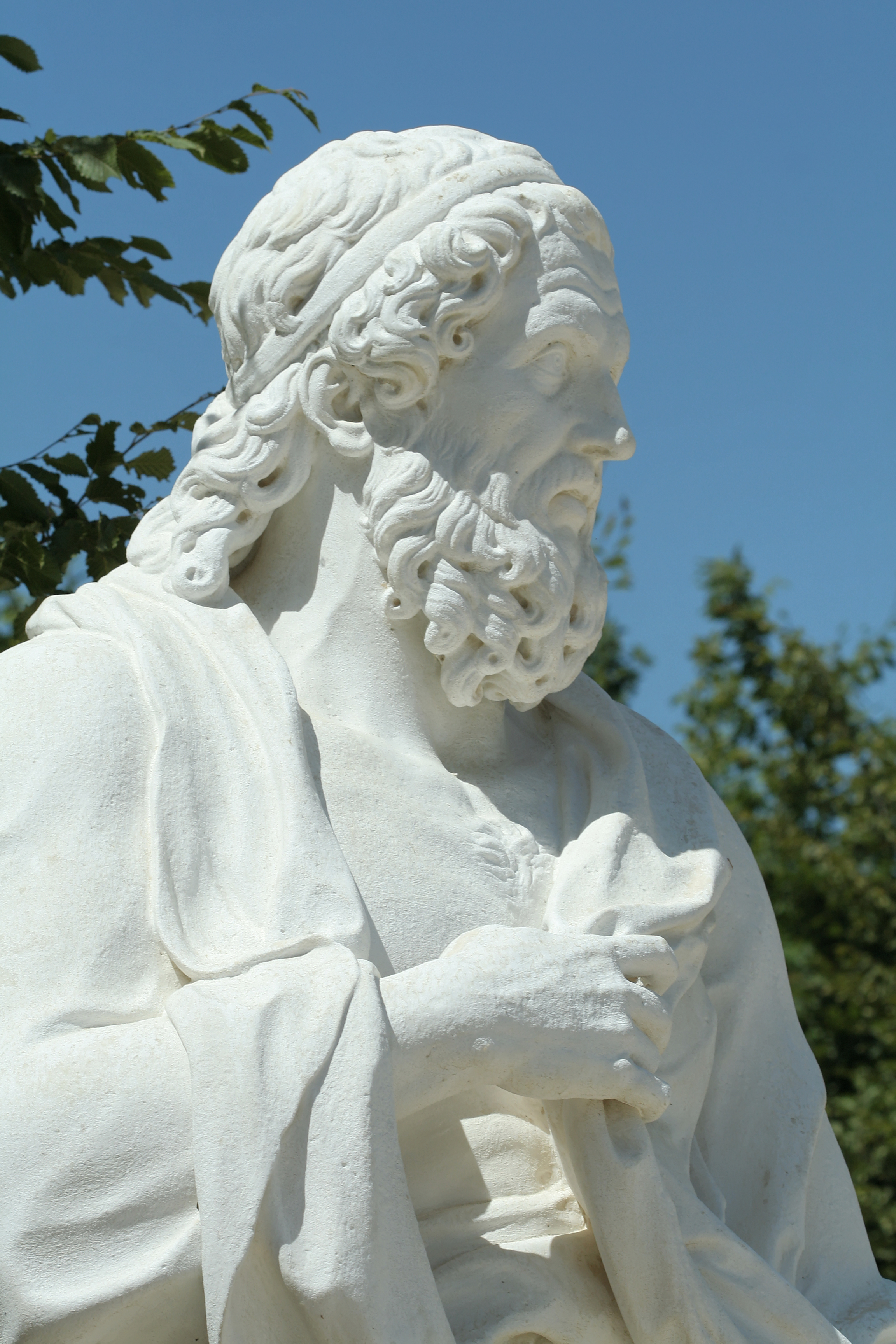
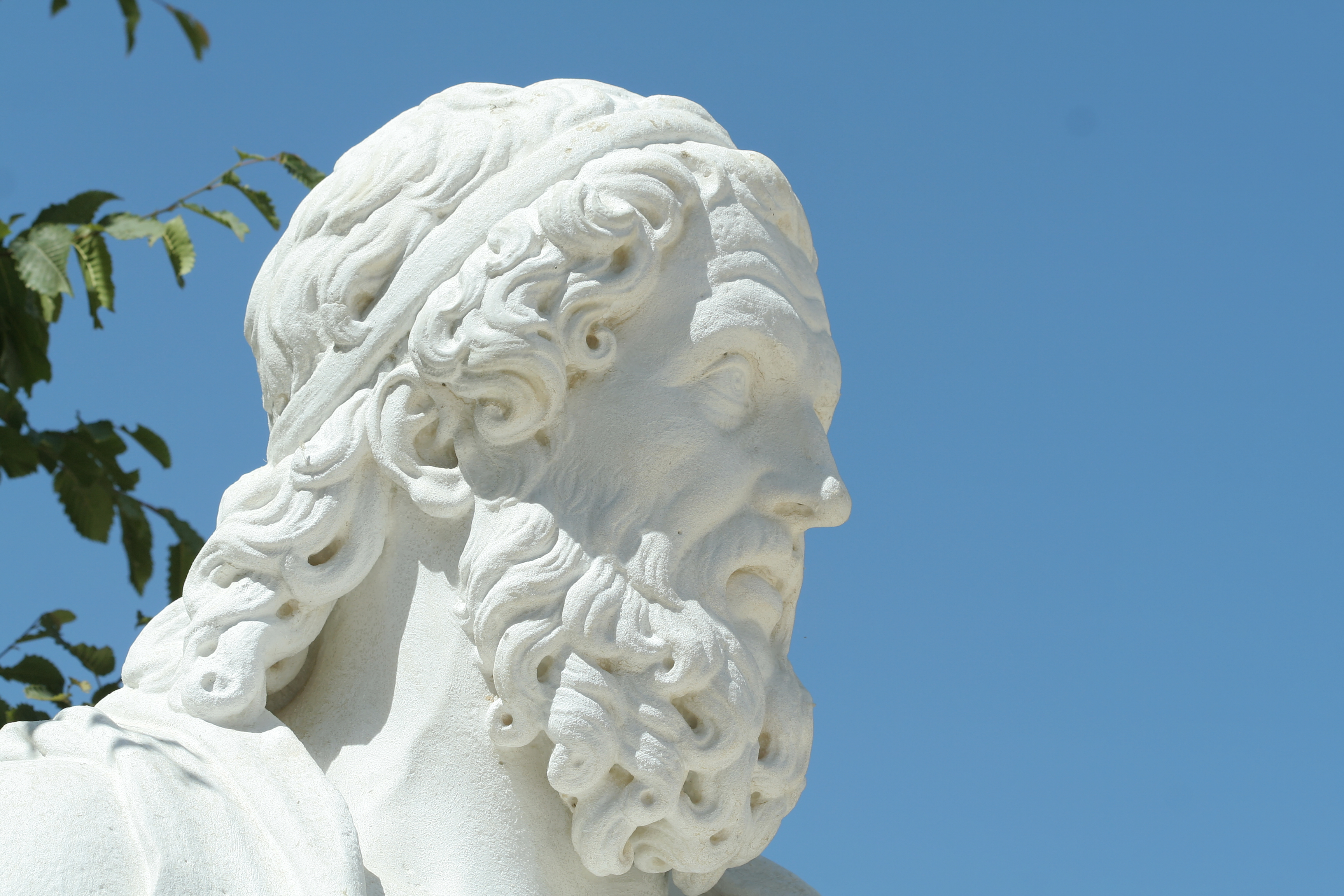

ThéophrasteSculpture sur marbre réalisée par Simon Hurtrelle entre 1686 et 1688. Sa tête est couverte d'un voile, sa main droite est appuyée sur sa hanche et il tient un bouquet de fleurs de pavot renversé dans sa main gauche. La statue mesure 2,90 m de haut.
La statue est à l'extrémité d'un des deux rideaux d'arbres de l'allée de Cérès-et-de-Flore.

Détails
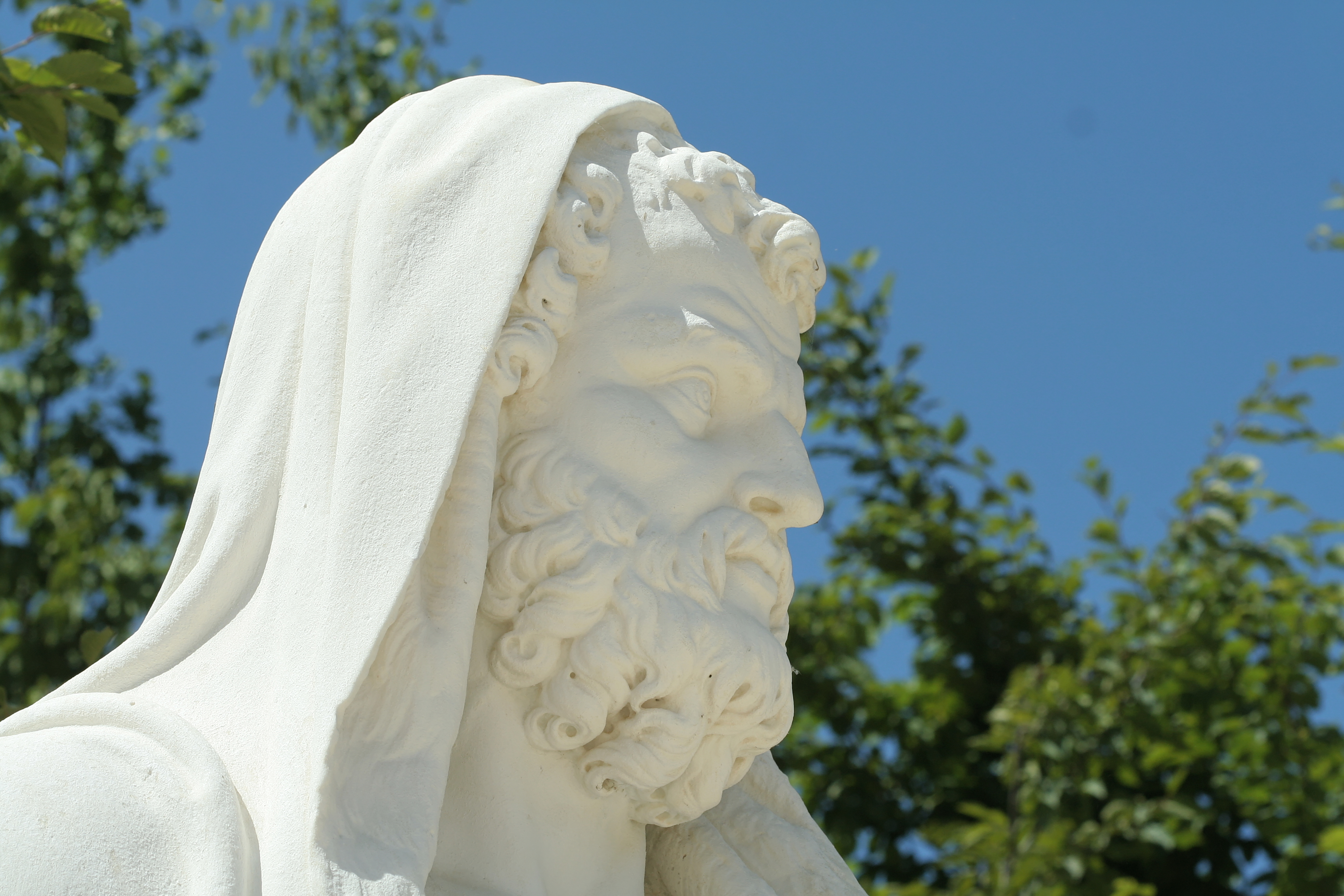
Voile
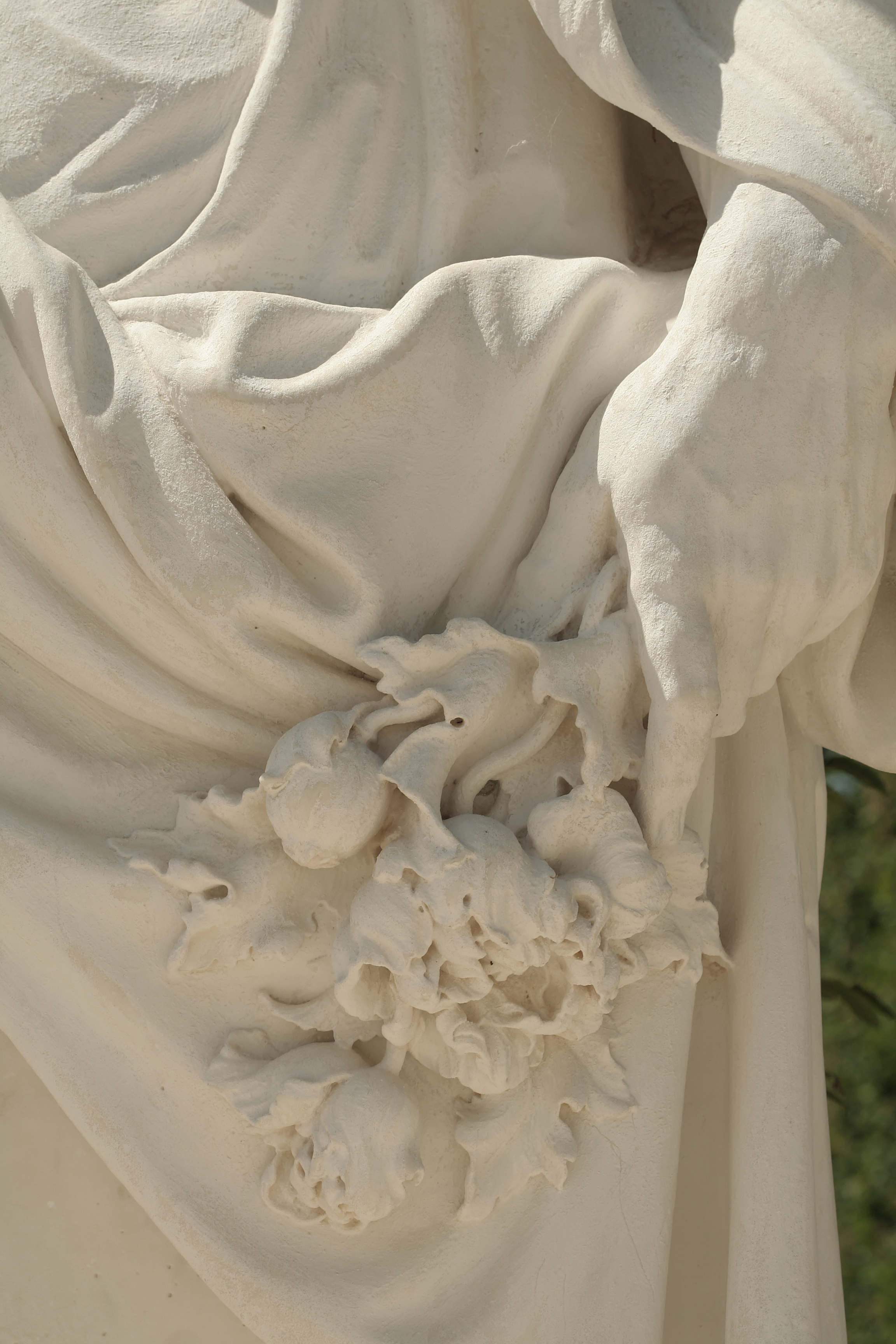
Bouquet de pavot

LysiasSculpture sur marbre réalisée par Jean Dedieu en 1685. Sa tête est couverte d'un voile, de la main droite il tient un paquet de feuilles, de la main gauche il lève une feuille roulée.
La statue est contre le bosquet du Théâtre d'eau.
- Détails

ApolloniosSculpture sur marbre réalisée par Barthélemy de Mélo entre 1685 et 1688. Sa tête est découverte, de sa main droite il tient un rouleau de papyrus en partie déroulé, de sa main gauche il tient le col de son manteau. La statue mesure 2,90 m de haut.
La statue est contre le bosquet des Bains-d'Apollon.
- Détails